# Kingsley Amis
Kingsley Amis (Londres, 16 de abril de 1922 — Londres, 22 de outubro de 1995) foi um ficcionista, poeta e cronista literário britânico.
Revelou-se como um dos grandes prosadores ingleses que surgiram depois da Segunda Guerra Mundial, no grupo chamado Angry Young Men (Jovens Revoltados). Em 1954 lançou seu primeiro romance - e primeiro grande sucesso -, Lucky Jin, que lhe trouxe fama e algum dinheiro. No início se denominava centro-esquerdista, mas depois de romances como Take a girl like you (1960) e The anti-death league (1966) - pelo qual recebeu seu Booker Prize e seu Grau de Cavaleiro em 1990 - foi criticado por ter "passado para a direita", quando, por exemplo, apoiou a presença dos norte-americanos no Vietnã e atacou o Conselho das Artes, ele também foi considerado um dos 50 maiores escritores britânicos desde 1945.